# Григорьев, Владимир Анатольевич (юрист)
Владимир Анатольевич Григорьев (4 сентября 1961 — 28 сентября 2023) — молдавский юрист, первый председатель Конституционного суда Приднестровской Молдавской Республики (2002—2009).

## Биография
Родился 4 сентября 1961 года в городе Макеевка Донецкой области УССР. В 1968 году вместе с родителями переехал в Тирасполь.
С 1979 по 1982 год служил в ВМФ в Севастополе на большом противолодочном корабле «Губительный».
С 1983 по 1988 год учился на юридическом факультете Одесского государственного университета имени И. И. Мечникова.
С 1988 по 1992 год работал в Тираспольском горисполкоме: инструктор организационного отдела, юрист, заведующий юридическим отделом.
С 1992 по 1997 год советник президента Приднестровской Молдавской Республики по правовым вопросам. С 1995 по 2002 год член экспертной группы Приднестровской Молдавской Республики по переговорам с Республикой Молдова.
С 1997 по 2000 год судья арбитражного суда Приднестровской Молдавской Республики. С 2000 по 2002 год первый заместитель министра юстиции ПМР.
Был инициатором открытия в Тирасполе филиала Национального университета «Одесская юридическая академия».
С 2002 по 2009 год первый председатель Конституционного суда ПМР.
С 2010 по 2013 год директор юридической компании «ЮрКомп».
С 2013 года директор филиала Национального университета «Одесская юридическая академия» в Тирасполе. Читал курсы лекций «Конституционное право», «Конституционная юстиция», «Современный конституционализм», «Введение в специальность».
Кандидат юридических наук (2002). Автор 12 книг, в том числе 4 монографий, и более 70 научных статей
Заслуженный юрист Приднестровской Молдавской Республики (2002).
Лауреат Государственной премии Приднестровской Молдавской Республики (2008).
Награждён орденами «Трудовая Слава» (2006), «Защитник Отечества», медалями «За трудовую доблесть» (1996), «За безупречную службу II степени», юбилейными медалями.
Семья: жена, дочь Влада.